# Дрозд, дрозд, ежевика (фильм)
«Дрозд, дрозд, ежевика» (англ. Blackbird Blackbird Blackberry, груз. შაშვი, შაშვი, მაყვალი) — полнометражный фильм на грузинском языке, снятый в международном совместном кинопроизводстве (копродукции) кинокомпаниями Alva Film (Швейцария) и Takes Film (Грузия). Ассоциированными продюсерами выступила кинокомпания Heimatfilm (Германия). Третий полнометражный фильм режиссёра Элене Навериани. Продюсеры — Томас Рейхлин (Thomas Reichlin), Кети Данелия (ქეთი დანელი, «А потом мы танцевали»), Беттина Брокемпер. Главные роли исполнили Эка Чавлеишвили и Темико Чичинадзе. Фильм снят в 2022 году. Премьера состоялась в 2023 году. Продолжительность — 110 минут.
Сценарий написали Николай Мдивани (ნიკოლოზ მდივანი) и Элене Навериани по одноимённому роману (შაშვი, შაშვი, მაყვალი) Тамты Мелашвили, получившему Премию «Саба» за лучший роман 2021 года.
Оператор — Агнес Пакозди (აგნეშ პაკოზდი).

## Сюжет
Этеро (Эка Чавлеишвили), 48-летняя одинокая женщина и владелица магазина товаров для дома, живёт в небольшой традиционной грузинской деревне. Она дорожит своей свободой, любит торты и планирует мирную и комфортную жизнь вдали от сплетен односельчан, которые не одобряют её выбор незамужней жизни. Но тайный страстный роман с женатым поставщиком Мурмани (Темико Чичинадзе) мог сорвать все её планы. Когда Мурмани получает предложение о работе за рубежом, Этеро оказывается перед выбором: следовать за любовью или сохранить независимость.

## В ролях
- Этеро — Эка Чавлеишвили
- Мурмани — Темико Чичинадзе
- Натела — Лия Абуладзе (ლია აბულაძე)
- Лонда — Тамар Мдинарадзе (თამარ მდინარაძე)
- Цисана — Анка Хурцидзе (ანკა ხურციძე)
- Нино — Пикрия Никабадзе (ფიქრია ნიქაბაძე)

## Фестивальные показы
Мировая премьера фильма состоялась в программе «Двухнедельник режиссёров» Каннского кинофестиваля 21 мая 2023 года.
Фильм показан в программе «Горизонты» 57-го кинофестиваля в Карловых Варах, который проходил с 28 июня по 6 июля.
В июле фильм показан в конкурсе Ici et ailleurs кинофестиваля Fema в Ла-Рошель.
В июле фильм показан в международном конкурсе кинофестиваля «Новые горизонты» в Вроцлаве и получил приз зрительских симпатий.
В августе фильм показан на кинофестивале в Мельбурне.
В августе фильм получил «Сердце Сараева» за лучший полнометражный художественный фильм на Сараевском кинофестивале. За роль Этеро Эка Чавлеишвили также получила «Сердце Сараева» лучшей актрисе.
Фильм попал в лонг-лист полнометражных фильмов Премии Европейской киноакадемии. Эка Чавлеишвили номинирована на Премию Европейской киноакадемии лучшей актрисе. Фильм демонстрировался в программе «Месяц европейского кино» (Month of European Film), которая прошла в ноябре и декабре по инициативе Европейской киноакадемии (EFA) в более 45 городах Европы.
9 сентября фильм получил главный приз 19-го кинофестиваля CineFest в Мишкольце — приз имени Имре Прессбургера. Жюри под руководством Жан-Марка Барра отметило актёрскую работу Эки Чавлеишвили. Награду лично приняла оператор Агнес Пакозди. Также фильм получил приз жюри Международной конфедерации художественного кино (CICAE) и приз жюри ФИПРЕССИ (Международной федерации кинокритиков).
В октябре фильм показан в программе «Фокус: Швейцария, Германия и Австрия» Цюрихского кинофестиваля, на кинофестивале в Ванкувере, на Лондонском кинофестивале и в программе Snapshots 59-го кинофестиваля в Чикаго.
В октябре и ноябре фильм показан на кинофестивале в Мумбаи.
В ноябре Эка Чавлеишвили награждена за лучшее исполнение на кинофестивале в Белфасте.
В ноябре фильм показан в конкурсе 33-го фестиваля восточноевропейского кино в Котбусе. Фильм получил приз экуменического жюри, Эка Чавлеишвили награждена за лучшее исполнение.
В ноябре фильм показан на 64-м кинофестивале в Салониках и на кинофестивале «Золотая лошадь» в Тайбэе.
Фильм показан в конкурсной программе грузинских фильмов 24-го Тбилисского кинофестиваля и получил приз жюри «Особое упоминание» за полнометражный художественный фильм.

## Прокат
В Швейцарии кинодистрибьютором выступила фирма Frenetic Films AG (релиз 26 октября 2023), во Франции — Capricci Films (под названием Blackbird, Blackberry, релиз 13 декабря 2023), в Великобритании — New Wave Films (релиз 15 марта 2024), в странах Бенилюкса — нидерландская Vedette Film (релиз в Бельгии — 17 января 2024, в Нидерландах — 22 февраля 2024), в Швеции — Folkets Bio (фильм выйдет под названием «Вкус ежевики» — швед. Smak av björnbär, релиз 12 апреля 2024), в Греции — Ama Films (под названием греч. Μαύρος κότσυφας μαύρο βατόμουρο, релиз 1 февраля 2024), в Чехии — Artcam Films (под названием чеш. Kos v ostružiní), в Германии — Eksystent Filmverleih (под названием нем. Amsel im Brombeerstrauch, релиз 18 апреля 2024).